# Armillaria viridiflava
Armillaria viridiflava là một loài nấm trong họ Physalacriaceae. Loài này phân bố ở Nam Mỹ.